# Produktions- und Kostentheorie
Die Produktions- und Kostentheorie stellt in der Allgemeinen Betriebswirtschaftslehre funktionale (mathematische) Zusammenhänge zwischen Input und Output der Produktion dar.
Insbesondere die Betriebslehre der Industriebetriebslehre und die Produktionswirtschaft sowie auch die Volkswirtschaftslehre machen sich die Erkenntnisse der Allgemeinen Betriebswirtschaftslehre zunutze. Während die Produktionstheorie das Mengengerüst untersucht, befasst sich die Kostentheorie mit dem Werteverzehr. Ziel ist es, funktionale Zusammenhänge aufzudecken, in Modellen darzustellen sowie die theoretische Grundlage der Kostenrechnung und des Operations Research zu liefern.

## Inhalt
Die meisten Modelle analysieren aus Vereinfachungsgründen die Zusammenhänge der Produktion in Einproduktunternehmen, obwohl in der Praxis die meisten Betriebe Mehrproduktunternehmen sind. Zentrale Begriffe sind die verschiedenen Produktionsfunktionen, die Kostenfunktion und die aus ihr abgeleiteten Durchschnittskosten und Grenzkosten. Dabei werden die Faktoreinsatzmengen (englisch Input) der Ausbringungsmenge (englisch Output) gegenübergestellt:
| Messgröße | Theorie            | Input        | Output                                           |
| --------- | ------------------ | ------------ | ------------------------------------------------ |
| Menge     | Produktionstheorie | Faktormengen | Ausbringungsmenge                                |
| Wert      | Kostentheorie      | Faktorkosten | Umsatzerlöse von Produkten oder Dienstleistungen |

Die Produktion ist die Transformation von Inputs in Outputs. Diese Transformation (englisch Throughput) ist der Kerninhalt der Produktions- und Kostentheorie.

## Ziele
Das Ziel der Produktionstheorie besteht darin, die funktionalen Zusammenhänge zwischen der Einsatzmenge der Produktionsfaktoren und der Ausbringungsmenge aufzuzeigen. Die Kostentheorie baut darauf auf und bewertet die Einsatzmengen mit Kosten, um mit Hilfe von Kostenfunktionen die optimale Produktionsmethode zu finden. Das Ziel der Kostentheorie besteht darin, die funktionalen Beziehungen zwischen der Ausbringungsmenge und den durch die Produktion entstandenen Kosten darzustellen.